# Stazione di Paradiso
La stazione di Paradiso è una fermata ferroviaria a servizio del comune di Paradiso posta lungo ferrovia del San Gottardo.

## Storia
La fermata venne attivata il 7 maggio 1945, con l'orario estivo. Con il cambio d’orario 2023, dall’11 dicembre 2022 la stazione cambia il suo nome da “Lugano-Paradiso” al semplice “Paradiso”.

## Infrastruttura

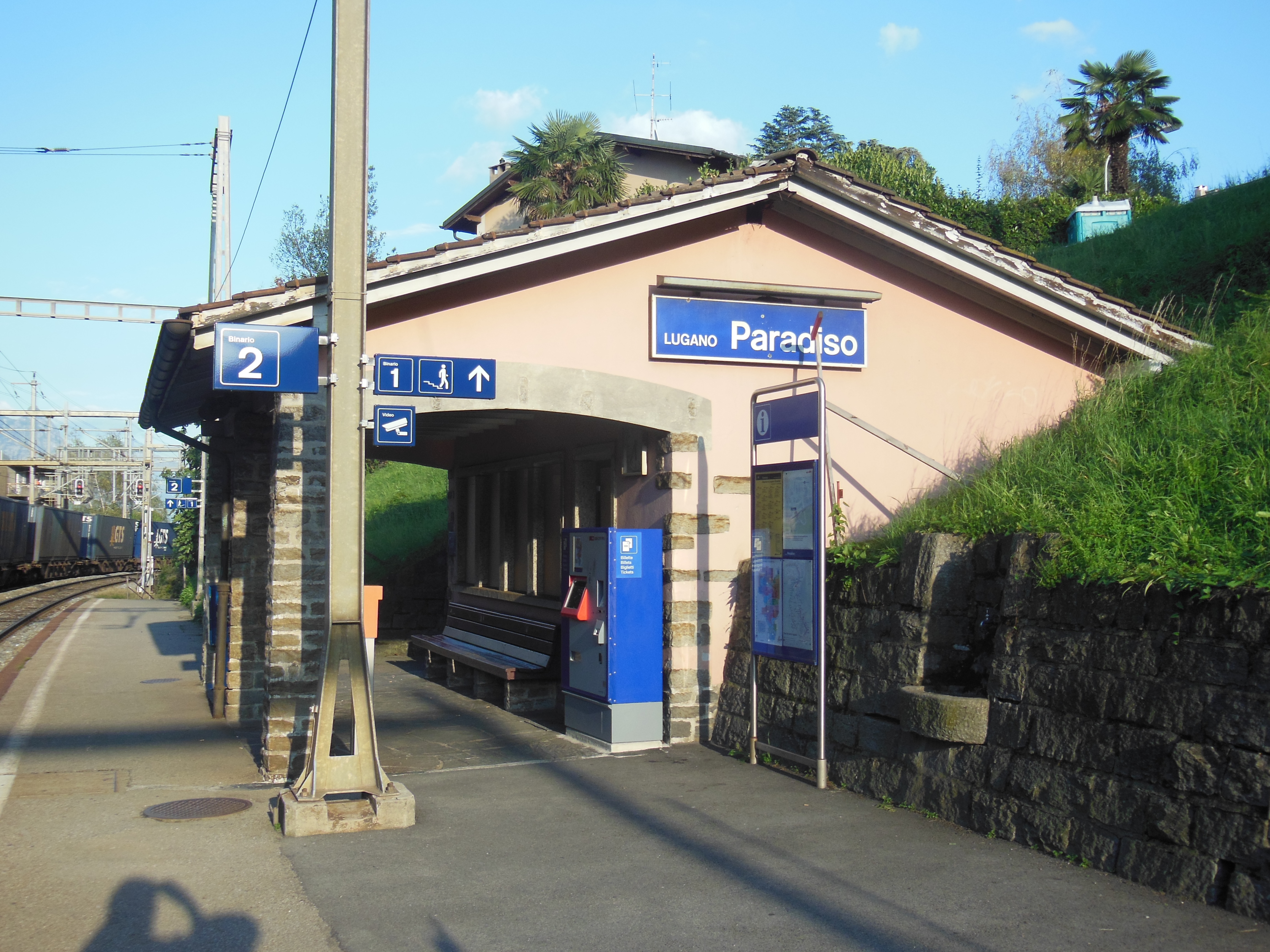
Foto prima del 2018

La fermata dispone di un doppio fabbricato viaggiatori, ciascuno a servizio di uno dei due binari passanti (uno per senso di marcia) di cui consta il sedime.

## Movimento
Dal cambio orario del 5 aprile 2021, la fermata è servita dai treni delle linee RE80, S10, S50 e S90 della rete celere del Canton Ticino, effettuati da TiLo.

## Interscambi
Nelle immediate vicinanze sono inoltre presenti le fermate di Paradiso, Stazione dei Trasporti Pubblici Luganesi (TPL; servita dalla linea 1 e 2 della rete urbana di Lugano) e di Paradiso, Stazione FFS delle autopostali (linee 431 Lugano—Morcote—Bissone, 433 Lugano—Agnuzzo e 434 Lugano—Carona, oltre che dalla linea 1 e 2 TPL).
Sopra l'estremità nord dei marciapiedi transita inoltre, in viadotto, la funicolare che da Paradiso conduce al Monte San Salvatore.